# Grevillea papuana
Grevillea papuana är en tvåhjärtbladig växtart som beskrevs av Friedrich Ludwig Diels. Grevillea papuana ingår i släktet Grevillea och familjen Proteaceae. Inga underarter finns listade i Catalogue of Life.